# Kleiner Wagenberg
Koordinaten: 50° 51′ 18″ N, 10° 29′ 45″ O
Das Naturschutzgebiet Kleiner Wagenberg liegt im Landkreis Gotha in Thüringen. Das Gebiet mit dem 556 Meter hohen Kleinen Wagenberg erstreckt sich südlich von Bad Tabarz. Westlich des Gebietes verläuft die Landesstraße L 1024, an seinem östlichen Rand fließt die Laucha.  Südwestlich erstreckt sich das rund 142,5 ha große Naturschutzgebiet Großer Inselsberg.

## Bedeutung
Das rund 28,1 ha große Gebiet mit der Kennung 37 wurde im Jahr 1961 unter Naturschutz gestellt. 